# Johannes de Muris

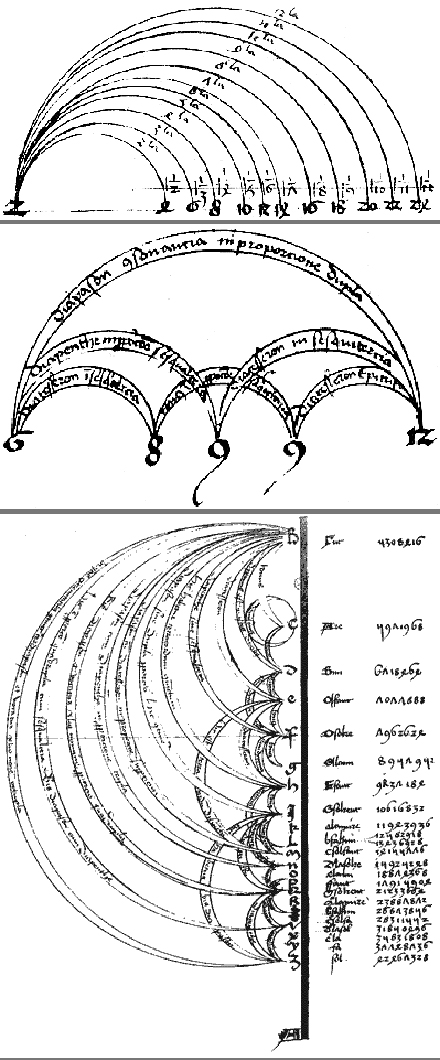
Johannes de Muris - Proporce

Johannes de Muris (francouzsky Jean de Muris, Jehan des Murs, * kolem roku 1290 v Lisieux, Normandie; † kolem 1350) byl francouzský matematik, astronom, hudebník, hudební teoretik a reformátor pozdního středověku.

## Život
De Muris učil od roku 1321 na Sorbonně v Paříži, kde pravděpodobně kolem roku 1350 také zemřel. Byl jedním z nejvýznamnějších hudebních teoretiků období Ars nova. Mezi jeho stěžejní díla patří Musica practica a Musica speculativa. Navíc sepsal také matematická pojednání jako například Quadripartitum numerorum (1343) a spis o kalendářní reformě (1317).

## Spisy

### Hudební
- Musica practica
- Ars nove musice (1319)
- Musica speculativa secundum Boethium (1323)
- Scriptorum de musica medii aevi nova series
- Libellus cantus mensurabilis
- Questiones super partes musice

### Matematika
- Canones tabule tabularum (1321)
- Quadripartitum numerorum (1343)
- Arithmetica speculativa (um 1343)
- Figura inveniendi sinus kardagrum

### O kalendáři
- Epistola super reformatione antiqui kalendarii (1317)